# Алжир на Светском првенству у атлетици на отвореном 2009.
Алжир је на Светском првенству у атлетици на отвореном 2009. одржаном у Берлину од 15-23. августа учествовао дванаести пут, односно учествовао је на свим светским првенствима одржаним до данас Репрезентација Алжира је учествовала са 6 спортиста у три дисциплина.
Ларби Бурада у десетобоју резултатом од 8.171 поена поставио је нови рекорд Африке.
Атлетичар Имад Туил који је пријављен за дисциплину 1.500 метара није учествовао на првенству.

## Учесници

### Мушкарци
- Nadjim Manseur — 800 метара
- Antar Zerguelaïne — 1.500 метара
- Тауфик Махлуфи — 1.500 метара
- Тарек Буканса — 1.500 метара
- Ларби Бурада — Десетобој

1. ↑  „Листа учесника” (PDF). Архивирано из оригинала (PDF) 23. 08. 2009. г. Приступљено 16. 12. 2009.

Тркачке дисциплине
| Атлетичар         | Лични рек. | Дисциплина | Група        | Група        | Полуфинале       | Полуфинале       | Финале           | Финале           | Детаљи |
| Атлетичар         | Лични рек. | Дисциплина | Резултат     | Место        | Резултат         | Место            | Резултат         | Место            | Детаљи |
| ----------------- | ---------- | ---------- | ------------ | ------------ | ---------------- | ---------------- | ---------------- | ---------------- | ------ |
| Nadjim Manseur    | 1:44,75    | 800 м      | Није завршио | Није завршио | Није се пласирао | Није се пласирао | Није се пласирао | Није се пласирао |        |
| Тарек Буканса     | 3:30,92    | 1500 м     | 3:45,65      | 38/54        | Није се пласирао | Није се пласирао | Није се пласирао | Није се пласирао |        |
| Тауфик Махлуфи    | 3:34,34    | 1500 м     | 3:40,04      | 9/54         | 3:37,87          | 17/24            | Није се пласирао | Није се пласирао |        |
| Anter Zerguelaine | 3:31,21    | 1500 м     | 3:42,37      | 17/54        | Није се пласирао | Није се пласирао | Није се пласирао | Није се пласирао |        |

Вишебој
| Десетобој     | Дисциплина | Ларби Бурада (7.697) | Ларби Бурада (7.697) | Ларби Бурада (7.697) | Детаљи |
| Десетобој     | Дисциплина | Резултат             | Поени                | Пласман              | Детаљи |
| ------------- | ---------- | -------------------- | -------------------- | -------------------- | ------ |
|               | 100 м      | 10,68 ЛР             | 933                  | 6                    |        |
| Скок удаљ     | 7,35       | 898 (1.831)          | 6                    |                      |        |
| Бацање кугле  | 12,30 ЛР   | 625 (2.456)          | 19                   |                      |        |
| Скок увис     | 2,05       | 850 (3.306)          | 15                   |                      |        |
| 400 м         | 48,58      | 881 (4.187)          | 15                   |                      |        |
| 110 м препоне | 14,57 ЛР   | 902 (5.089)          | 15                   |                      |        |
| Бацање диска  | 37,83 ЛР   | 621 (5.710)          | 21                   |                      |        |
| Скок мотком   | 4,70 ЛР    | 819 (6.529)          | 20                   |                      |        |
| Бацање копља  | 62,53 ЛР   | 776 (7.305)          | 20                   |                      |        |
| 1.500 м       | 4:12,15 ЛР | 866 (8.171)          | 13                   |                      |        |
|               | Укупно     |                      | 8.171 АФР            | 13                   |        |